# Haustier des Jahres
In verschiedenen Ländern wird von Verbänden oder Vereinen alljährlich ein Haustier des Jahres gewählt, entweder um über diese Rasse im Laufe eines Jahres Informations- und Schutzkampagnen durchzuführen oder um ein bestimmtes Haustier zu prämieren, beispielsweise beim seit 1992 verliehenen Pet of the Year Award der Louisiana Veterinary Medical Association.
Die deutsche Gesellschaft zur Erhaltung alter und gefährdeter Haustierrassen (GEH) wählte seit 1984 jeweils eine Nutztierrasse als Haustier des Jahres aus, um auf den Rückgang dieser Rasse aufmerksam zu machen. Heute wird die Liste unter dem neuen Namen Gefährdete Nutztierrasse des Jahres fortgesetzt.
Ein ähnliches Konzept besteht in Österreich durch die Auswahl des Nutztiers des Jahres des Naturschutzbundes Österreich.
Seit 2016 macht in Deutschland die Stiftung Bündnis Mensch & Tier auf die artspezifischen Bedürfnisse der Heim- und Nutztierarten sowie ihre kulturelle und gesellschaftliche Bedeutung aufmerksam. Sie wählte für 2016 das Huhn, 2017 den Hund, 2018 das Schaf, 2019 das Pferd, 2020 das Meerschweinchen, 2021 die Ziege, 2022 den Esel und 2023 das Kaninchen zum Haustier des Jahres.